# 袁州区
袁州区是中国江西省宜春市所辖的一个市辖区、地處江西省西部，東鄰鋼城新餘，南接古城吉安，西毗煤都萍鄉，西北連湖南腹地，素有“贛西重鎮”之稱。2020年底，总人口112.17万人，区号：0795， 区人民政府驻袁山东路。

## 历史
2000年5月22日，经中国国务院批准，撤销宜春地区和宜春市，设立地级宜春市，原宜春市改袁州区，市人民政府驻新设立的袁州区。

## 行政区划
袁州区下辖10个街道办事处、19个镇、3个乡：
灵泉街道、秀江街道、湛郎街道、珠泉街道、化成街道、官园街道、下浦街道、凤凰街道、金园街道、新康府街道、彬江镇、西村镇、金瑞镇、温汤镇、三阳镇、慈化镇、天台镇、洪塘镇、渥江镇、新坊镇、寨下镇、芦村镇、湖田镇、新田镇、南庙镇、竹亭镇、水江镇、遶市镇、洪江镇、楠木乡、柏木乡、飞剑潭乡、宜春经济开发区管理委员会、袁州区工业园区、宜春市明月山温泉风景名胜区管理局、宜春市宜阳新区管理委员会、西岭布果园场和明月山采育林场。

## 人口
根據第七次人口普查數據，袁州區常住人口為112.17萬人。

## 交通
- 沪昆铁路、沪昆客运专线：宜春站

## 教育
- 大学：宜春学院、宜春职业技术学院
- 中学：宜春中学、宜春市第一中学（现宜春中学南校区）、宜春市第二中学、宜春市第三中学、宜春市第四中学、宜春市第五中学、宜春市第六中学 、宜春市第七中学、宜春市实验中学
- 小学：宜春市第一小学（即中山小学）、宜春市第二小学、宜春市第三小学、宜春市第四小学、宜春市第五小学（现宜春市实验小学）、宜春市第六小学、宜春市第七小学、宜春市第八小学、芦洲小学、新康府小学、珠泉小学、明珠小学、宜阳一小、宜阳二小

## 语言
区内方言主要为赣语，市区方言属赣语宜浏片宜春小片宜春话中南路方言。

## 犯罪
在中国以技术开锁为盗窃手段的犯罪团伙有相当一部分是袁州籍，情况最严重是袁州区寨下镇：5万人口的小镇已有1200多人次因盗窃被判刑。2016年3月份召开的全国公安机关打击盗抢骗犯罪工作会议上，宜春市袁州区被公安部点名，列为全国地域性职业犯罪群体重点打击地区之一。

## 旅游
- 宜春鼓楼，中国现存最古老的地方天文台，比南京紫金山天文台还早 [5] [6]
- 化成岩，韩愈在此留下“莫以宜春远，江山多胜游”
- 状元洲，江西省第二个状元卢肇在此读书
- 春台公园，园内存放慈禧御笔“宜春”石碑
- 明月山，国家森林公园
- 温汤镇
- 袁州公园